# Campionati mondiali under 23 di slittino 2013
I Campionati mondiali under 23 di slittino 2013, terza edizione della manifestazione, si sono disputati dal 1º al 2 febbraio 2013 a Whistler, in Canada all'interno della gara senior che ha assegnato il titolo mondiale assoluto 2013.

## Calendario
| Data        | Ora (UTC-8) | Gara              |
| ----------- | ----------- | ----------------- |
| 1º febbraio | 15:00       | Doppio            |
| 1º febbraio | 17:15       | Singolo maschile  |
| 2 febbraio  | 15:00       | Singolo femminile |

## Podi[1]
| Evento            | Oro                         | Tempo    | Argento                       | Tempo    | Bronzo                          | Tempo    |
| Singolo maschile  | Dominik Fischnaller         | 1'37"494 | Taylor Morris                 | 1'37"543 | John Fennell                    | 1'37"883 |
| Singolo femminile | Aileen Frisch               | 1'13"815 | Kimberley McRae               | 1'13"939 | Arianne Jones                   | 1'13"949 |
| Doppio maschile   | Tristan Walker Justin Snith | 1'13"346 | Ludwig Rieder Patrick Rastner | 1'13"568 | Andrej Bogdanov Andrej Medvedev | 1'13"606 |

## Singolo uomini
| Pos.    | #  | Atleta               | Nazione       | Run 1  | Run 2  | Totale   | Distacco |
| ------- | -- | -------------------- | ------------- | ------ | ------ | -------- | -------- |
| Oro     | 17 | Dominik Fischnaller  | Italia        | 48"918 | 48"576 | 1'37"494 |          |
| Argento | 21 | Taylor Morris        | Stati Uniti   | 48"763 | 48"780 | 1'37"543 | +0"049   |
| Bronzo  | 28 | John Fennell         | Canada        | 48"915 | 48"968 | 1'37"883 | +0"389   |
| 4       | 30 | Mitchel Malyk        | Canada        | 48"935 | 49"005 | 1'37"940 | +0"446   |
| 5       | 22 | Kristaps Mauriņš     | Lettonia      | 48"966 |        | 48"966   |          |
| 6       | 29 | Aleksandr Peretjagin | Russia        | 48"995 |        | 48"995   |          |
| 7       | 35 | Danej Navrboc        | Slovenia      | 49"307 |        | 49"307   |          |
| 8       | 36 | Hidenari Kanayama    | Giappone      | 49"584 |        | 49"584   |          |
| 9       | 37 | Pavel Angelov        | Bulgaria      | 49"968 |        | 49"968   |          |
| 10      | 38 | Tilen Sirše          | Slovenia      | 50"001 |        | 50"001   |          |
| 11      | 39 | Kim Dong-Hyeon       | Corea del Sud | 50"375 |        | 50"375   |          |
| 12      | 40 | Stanislav Benjov     | Bulgaria      | 50"590 |        | 50"590   |          |
| 13      | 6  | Semën Pavličenko     | Russia        | 51"791 |        | 51"791   |          |

## Singolo donne
| Pos.    | #  | Atleta               | Nazione       | Run 1  | Run 2  | Totale   | Distacco |
| ------- | -- | -------------------- | ------------- | ------ | ------ | -------- | -------- |
| Oro     | 11 | Aileen Frisch        | Germania      | 36"959 | 36"856 | 1'13"815 |          |
| Argento | 10 | Kimberley McRae      | Canada        | 36"977 | 36"962 | 1'13"939 | +0"124   |
| Bronzo  | 13 | Arianne Jones        | Canada        | 36"964 | 36"985 | 1'13"949 | +0"134   |
| 4       | 12 | Elīza Tīruma         | Lettonia      | 36"939 | 37"056 | 1'13"995 | +0"180   |
| 5       | 16 | Kate Hansen          | Stati Uniti   | 37"072 | 37"020 | 1'14"092 | +0"277   |
| 6       | 1  | Tat'jana Ivanova     | Russia        | 37"100 | 37"029 | 1'14"129 | +0"314   |
| 7       | 17 | Ekaterina Baturina   | Russia        | 37"061 | 37"072 | 1'14"133 | +0"318   |
| 8       | 6  | Sandra Gasparini     | Italia        | 37"081 | 37"115 | 1'14"196 | +0"381   |
| 9       | 20 | Jordan Smith         | Canada        | 37"141 | 37"103 | 1'14"244 | +0"429   |
| 10      | 21 | Mona Wabnigg         | Austria       | 37"236 | 37"110 | 1'14"346 | +0"531   |
| 11      | 19 | Emily Sweeney        | Stati Uniti   | 37"251 |        | 37"251   |          |
| 12      | 22 | Birgit Platzer       | Austria       | 37"312 |        | 37"312   |          |
| 13      | 25 | Ewa Kuls             | Polonia       | 37"338 |        | 37"338   |          |
| 14      | 27 | Morgane Bonnefoy     | Francia       | 37"441 |        | 37"441   |          |
| 15      | 26 | Anastasija Polusytok | Ucraina       | 37"572 |        | 37"572   |          |
| 16      | 30 | Sung Eun-Ryung       | Corea del Sud | 38"086 |        | 38"086   |          |
|         | 28 | Olena Šchumova       | Ucraina       | DNF    |        | DNF      |          |
|         | 31 | Viera Gbúrová        | Slovacchia    | DNF    |        | DNF      |          |

## Doppio
| Pos.    | #  | Atleta                               | Nazione       | Run 1  | Run 2  | Totale   | Distacco |
| ------- | -- | ------------------------------------ | ------------- | ------ | ------ | -------- | -------- |
| Oro     | 11 | Tristan Walker Justin Snith          | Canada        | 36"674 | 36"672 | 1'13"346 |          |
| Argento | 2  | Ludwig Rieder Patrick Rastner        | Italia        | 36"672 | 36"896 | 1'13"568 | +0"222   |
| Bronzo  | 14 | Andrej Bogdanov Andrej Medvedev      | Russia        | 36"823 | 36"783 | 1'13"606 | +0"260   |
| 4       | 13 | Aleksandr Denis'ev Vladislav Antonov | Russia        | 36"831 | 36"778 | 1'13"609 | +0"263   |
| 5       | 21 | Patryk Poręba Karol Mikrut           | Polonia       | 37"267 | 37"433 | 1'14"700 | +1"354   |
| 6       | 20 | Ivan Vynnyc'kyj Oleh Fitel'          | Ucraina       | 37"323 |        | 37"323   |          |
| 7       | 16 | Jake Hyrns Andrew Sherk              | Stati Uniti   | 37"424 |        | 37"424   |          |
| 8       | 19 | Marek Solčanský Karol Stuchlák       | Slovacchia    | 37"497 |        | 37"497   |          |
| 9       | 22 | Park Jin-yong Kwon Ju-hyeok          | Corea del Sud | 37"983 |        | 37"983   |          |

## Medagliere
| Pos.   | Paese       | Oro | Argento | Bronzo | Totale |
| ------ | ----------- | --- | ------- | ------ | ------ |
| 1      | Canada      | 1   | 1       | 2      | 4      |
| 2      | Italia      | 1   | 1       | 0      | 2      |
| 3      | Germania    | 1   | 0       | 0      | 1      |
| 4      | Stati Uniti | 0   | 1       | 0      | 1      |
| 5      | Russia      | 0   | 0       | 1      | 1      |
| Totale | Totale      | 3   | 3       | 3      | 9      |